# ワンタメ ミュージックチャンネル
『ワンタメ ミュージックチャンネル』（Won!Tertainment Music Channel）は、かつて稼動していた日本の女児向けトレーディングカードアーケードゲーム。カプコンとタカラトミーが共同で開発・製作した。
2006年9月から稼動を開始。
2010年9月下旬にサービスが、2014年3月31日に修理サポートがそれぞれ終了している。

## 概要
アイドルの卵であるパピーを使ってリズムゲームを楽しむキッズカードゲーム。タイトル名の由来は、「ワンコ」と「エンタメ」を組み合わせたもの。キャラクターは、「アイドル犬」と名づけられたやや擬人化された犬。リアルな3Dポリゴンで描かれている。
動物をモチーフにしたためか、メインターゲットの女児のほかに、他の女児向けトレーディングカードアーケードゲームをほとんどプレイしないような小学校高学年・中高生・成人女性が遊んでいるケースも多々見られる。

## 遊び方
レベルを選択しパピーカードとミラクルパワーカードをスキャン、ステージと遊び方（ボタンかタッチパネル）を選択肢おしゃれカードをスキャンしてゲームスタート。ダンスリズムに合せてボタンを押していく

## ワンタメカード
パピーカード
ゲームに参加するわんこカード。大半はパピー（犬）だが猫カードもある。
ミラクルパワーカード
番組を盛り上げるカード。成功すればダンス得点がアップする。
おしゃれカード
わんこに着せるアイテム。（ふく）と（アクセサリ）がある。

## リリース
- 2006秋ver
- 2006冬 ぬく×2パピーver
- 2007春 どき×2パピーver
- 2007春 ぽか×2パピーver
- 2007夏 さん×2パピーver
- 2007秋 るん×2パピーver
- 2007冬 ワンダフル★DUO
- 2008春 ラブリー★DUO
- 2008春 スイート★DUO
- 2008夏 とこなつ★DUO
- 2008秋 きらめき★DUO
- 2008冬 エレガント★プロジェクト
- 2009冬 ビューティ★プロジェクト
- 2009春 ファニー★プロジェクト
- 2009夏 コミカル★プロジェクト
- 2009秋 キュート★プロジェクト

## 関連アイテム
「ワンタメリンクシステム」と呼ばれる通信機能で関連商品とゲーム筐体とのデータのやり取りすることができる。
アイドルパピー
パピーを育てていく液晶ゲーム。カードの出し入れにより、おうちモードとおでかけモードを切り替えて遊ぶ。
アイドルパピースターライトユニット
万歩計機能つき液晶ゲーム。カードに書かれているパスワード「パピわーど」を入力することでイベントが発生。また筐体にセットすることでステージの保存が可能。アイドルパピーとも通信が可能。
ハピパピキューブタウン
4×4のルービックキューブ状の液晶ゲーム。キューブの組み合わせで色々な町へいける。筐体にセットすることで通信が可能、アイドルパピーやスターライトユニットとの通信も可能。

## 関連ゲーム

### 家庭用ゲーム
ニンテンドーDS用ソフト。発売元はカプコン。
ワンタメ うらないチャンネル
2007年8月9日発売。占いゲーム。
ワンタメ ミュージックチャンネル Dokodemo Style（どこでも スタイル）
2007年11月22日発売。アーケードの移植版。ワンタメカードリーダーを接続することでカードのスキャンが可能。
ワンタメ バラエティチャンネル
2008年8月7日発売。育成バラエティ。

### その他
ワンタメ ハッピーチャンネル
2008年稼働。カプコンのアーケード用メダルゲーム。
ハッピージグソー
2009年4月15日配信。ハンゲームのジグソーパズルゲームとのコラボレーションで『ワンタメ』の絵柄が登場している。

## 書誌情報

### 掲載誌
小学館
- ちゃお・ちゃおデラックス
- ぷっちぐみ
- 小学館の学年別学習雑誌

### 関連書籍
発行・販売はカプコン。
ファンブックシリーズ
- ワンタメ ミュージックチャンネルとみんなで楽しむファンブック Vol.1 〜2007春 どき×2パピーバージョン〜
- ワンタメ ミュージックチャンネルとみんなで楽しむファンブック Vol.2 〜2007春 ぽか×2パピーバージョン〜
- ワンタメ ミュージックチャンネルとみんなで楽しむファンブック Vol.3 〜2007夏 さん×2パピーバージョン〜&「ワンタメうらないチャンネル」攻略特集号!
- ワンタメ ミュージックチャンネルとみんなで楽しむファンブック Vol.4 〜2007秋 るん×2パピーバージョン〜&「ワンタメどこでもスタイル」特集号!
- ワンタメ ミュージックチャンネルとみんなで楽しむファンブック Vol.5 〜2008春 ラブリー★DUOバージョン〜

あそぶ本シリーズ
- ワンタメ ミュージックチャンネルとシールであそぶ本1
- ワンタメ ミュージックチャンネルとシールであそぶ本2
- ワンタメ ミュージックチャンネルとぬりえであそぶ本
- ワンタメミュージックチャンネルといっしょにあそぶ本 ステージガイドブック
- ワンタメアイドルパピー まるわかりガイド いつもパピーといっしょ
- ワンタメ ミュージックチャンネル どこでもスタイルDSでいっしょにあそぶ本
- ワンタメミュージックチャンネルといっしょにあそぶ本2 〜2007冬 ワンダフル★DUO ステージガイドブック〜

DVDブック
- パピーとあそべるDVDブック 2006冬ぬく×2パピーバージョン

シールブック
- ワンタメはぴパピシールブック
- ワンタメはぴパピシールブック2

### 漫画
ワンタメ ミュージックチャンネルコミック 〜ハッピー! ラッキー! パピー!〜
原案：カプコン・タカラトミー、原作：きよはらあき、漫画：斎智那。『ワンタメ ミュージックチャンネルとみんなで楽しむファンブック』Vol.3 - Vol.5掲載。アイドルパピーを目指す3匹のパピーと飼い主の3人の女の子の物語。なお、ファンブックVol.1 - Vol.2には斎智那による『ワンタメ』の世界観を伝える『ワンタメマンガ』が掲載されている。
ウェルカム ワンタメタウン
環方このみによる4コマ漫画。『ちゃおデラックス』2007年夏号 - 2009年冬・春号掲載。